# Ici ou ailleurs
Ici ou ailleurs  est une pièce de théâtre de l'auteur dramatique français Jean-Luc Lagarce écrite à partir d'improvisations des comédiens de la compagnie de la Roulotte. Cette pièce a été créée en 1981 au Théâtre du Casino de Besançon par Ghislaine Lenoir.

## Personnages
- 1, un homme, environ trente ans
- 2, une femme, trente ans
- 3, un homme, une vingtaine d'années
- 4, une femme, environ vingt-cinq ans
- 5, une femme entre cinquante et soixante-dix ans[2]

## Argument
Dans un lieu imprécis, à la fois une gare et une plage, des personnages d'horizons différents espèrent un départ vers une vie rêvée. Mais tous font les mêmes rêves, et aucun ne s'accomplit.

## Mises en scène
- 1981 : mise en scène Ghislaine Lenoir, Théâtre du Casino[3]
- 2021 : mise en scène Sabine Roche, Théâtre Le Verso[4]